# Rosa Francisca Fadul
Rosa Francisca (Rosita) Fadul (Santiago de los Caballeros, República Dominicana, 1 de març de 1933 - 24 d'octubre de 2015) va ser una advocada, funcionària i política dominicana.
Filla de María Mercedes Fadul i José Neme Fadul va tenir dos germans, José Ramón i Ernesto Fadul. Va estudiar en la Pontificia Universidad Católica Madre y Maestra. Va treballar com a directora per molts anys de l'Oficialia de l'Estat Civil de la Tercera Circumscripció. Va ser governadora de Santiago des de 1994 al 1996, durant els últims anys del Joaquín Balaguer, i també diputada en el període des de 1998 al 2002 en representació del Partit Reformista Social Cristià (PRSC). Va contreure matrimoni amb José Gabriel Villamán, amb qui va tenir tres fills: José Sigfredo, Persia Iluminada i Eduardo Miguel. Va morir el 24 d'octubre de 2015 als vuitant-dos anys.
L'any 2018 va inaugurar-se el Museu Rosita Fadul, establert «per reconèixer el valor humà d'aquesta recordada política i promotora social».